# Кубок Іспанії з футболу 1923
Кубок Іспанії з футболу 1923 — 23-й розіграш кубкового футбольного турніру в Іспанії. Титул вдев'яте здобув Атлетік (Більбао). 

## Календар
| Раунд      | Дата                                                     | Матчі | Клуби |
| ---------- | -------------------------------------------------------- | ----- | ----- |
| 1/4 фіналу | 25 березня/8-13 квітня/ 11-15 квітня 1923 (перегравання) | 8+2   | 8 → 4 |
| 1/2 фіналу | 22/29 квітня 1923                                        | 4     | 4 → 2 |
| Фінал      | 13 травня 1923                                           | 1     | 2 → 1 |

## 1/4 фіналу
| Команда 1                 | Заг. | Команда 2         | 1-й матч | 2-й матч |
| ------------------------- | ---- | ----------------- | -------- | -------- |
| 25 березня/8 квітня 1923  |      |                   |          |          |
| Реал Мадрид               | 1:8  | Атлетік (Більбао) | 1:3      | 0:5      |
| Європа                    | 6:1  | Севілья           | 4:0      | 2:1      |
| Валенсія                  | 2:6  | Спортінг (Хіхон)  | 1:0      | 1:6      |
| 25 березня/13 квітня 1923 |      |                   |          |          |
| Реал Віго                 | 3:4  | Реал Сосьєдад     | 3:1      | 0:3      |

Перегравання
| Команда 1      | Рахунок | Команда 2        |
| -------------- | ------- | ---------------- |
| 11 квітня 1923 |         |                  |
| Валенсія       | 0:2     | Спортінг (Хіхон) |
| 15 квітня 1923 |         |                  |
| Реал Віго      | 1:4     | Реал Сосьєдад    |

## 1/2 фіналу
| Команда 1         | Заг. | Команда 2         | 1-й матч | 2-й матч |
| ----------------- | ---- | ----------------- | -------- | -------- |
| 22/29 квітня 1923 |      |                   |          |          |
| Реал Сосьєдад     | 0:2  | Атлетік (Більбао) | 0:0      | 0:2      |
| Європа            | 5:3  | Спортінг (Хіхон)  | 3:2      | 2:1      |

## Фінал
| 13 травня 1923 |

| Атлетік (Більбао) | 1:0      | Європа |
| ----------------- | -------- | ------ |
| Травісо 29'       | Протокол |        |

| Камп де Лес Кортс, Барселона Глядачів: 30 000 Арбітр: Расеро Аррібільяга |